# Het spookeiland
Het spookeiland is het zeventiende verhaal uit de reeks Dag en Heidi.  Het werd in 1982 uitgegeven door de Standaard Uitgeverij als zevende album uit een reeks van zestien. 

## Personages
- Dag
- Heidi
- Kapitein Sven
- Gustav
- Lars
- Benny
- Margit
- Henrik

## Verhaal
Dag en Heidi varen mee op "De Inga", het schip van hum oom kapitein Sven. Op een avond als ze dicht bij een eiland komen, merkt Heidi een ruiter op die met zijn paard over de golven van de zee galoppeert. Ze vertelt dit aan Dag, die het niet gelooft. De volgende dag vertelt ze het aan haar oom en de andere zeelieden die er ook geen geloof aan hechten. Sven gaat samen met zijn pleegkinderen en twee matrozen, Lars en Gustav, het eiland verkennen.
Als ze na een tijd stappen even uitrusten, merkt de kapitein ook de ruiter op die Heidi de avond voordien zag. Maar net zo vlug als hij er was, verdween hij in het niets. Het gezelschap trekt verder en vindt een kasteel. Ze verkennen het gebouw. Ondanks dat het in goede staat is, lijkt het niet bewoond. Lars en Gustav meenden een man te hebben gezien met een doodsbleek gelaat, die ook weer snel verdween. Gustav was hier zo danig van geschrokken dat hij bij het weglopen zijn enkel verstuikte. Nadat Heidi de enkel van Gustav heeft verzorgd, besluiten ze om de nacht in het kasteel door te brengen.
Het gezelschap kent echter een onrustige nacht en worden gewekt door geluiden. Als Dag, Heidi en hun oom op onderzoek gaan komen ze bij een slaapkamer uit. Ze vinden niemand, maar het bed blijkt wel beslapen te zijn. Ook de matrozen die achterbleven op het schip nemen een vreemd fenomeen waar. Ze zien hoe een roeiboot zonder roeier over de zee vaart. Later verschijnt er een grote plas bloed onder de boot. Als de matrozen met hun eigen roeiboot er naar toe roeien zinkt de lege roeiboot voor ze er zijn. Er zijn geen wrakstukken en geen slachtoffer.
Als het gezelschap de volgende dag terug naar het schip wil trekken, blijkt het een vermoeiende tocht omwille van de gewonde Gustav. Ze worden verrast door onweer en zoeken een schuilplaats. Die vinden ze dankzij de andere matrozen onder leiding van schipper Benny. Ze waren ongerust geworden over het lange wegblijven van hun kapitein en gevolg dat ze ook op het eiland waren gekomen om hen te zoeken. Als de storm is gaan liggen, vinden ze een hutje. Deze blijkt te worden bewoond door een oud vrouwtje. Het vrouwtje is erg gastvrij biedt het gezelschap een eetmaal en slaapgelegenheid aan. Als Dag vraagt of ze weet heeft van een ruiter op een donker paard. Ze zegt dat ze heel alleen woont op het eiland, maar de kinderen en kapitein Sven voelen dat het vrouwtje meer weet van de geheimzinnige gebeurtenissen op het eiland.
Als het hele gezelschap overnacht in de stal, wordt Benny gewekt bij het ochtendgloren door het oude vrouwtje dat even in de stal komt kijken of iedereen nog slaapt. Benny besluit het vrouwtje te volgen. Dag en Heidi die ook wakker zijn geworden, gaan met hem mee. Via een gebouw volgen ze haar door een donkere tunnel die uitkomt in de tuin van het kasteel. Als ze binnengaan, veronderstellen ze dat het vrouwtje naar de slaapkamer is gegaan. Dit blijkt te kloppen, want ze horen het vrouwtje praten met de kasteelheer die heer Henrik blijkt te heten. Hij noemt het vrouwtje Margit. Ze komen er achter dat Henrik een spook is. Als Margit de kamer verlaat om weer naar huis te gaan, probeert het drietal een glimp op te vangen van Henrik. Maar zo gauw ze hem zien, verdwijnt hij in het niets.
Het drietal keert terug naar de hut van Margit. Daar treffen ze de anderen. Kapitein Sven heeft een bijzonder boek gevonden omdat hij wilde proberen achter het geheim van Margit te komen. Margit zegt dat het boek de oorzaak was van alle ellende. Ze vertelt het verhaal van Henrik en haar zoon Erik. Henrik was de zoon van de kasteelheer en een afgod voor de jeugd. Veel jongens waaronder ook Erik doken regelmatig naar parels die Henrik dan voor een goede prijs opkocht. Henrik gaf dan als dank braspartijen. Op een van die feestjes, sloot hij met Erik een weddenschap af. Erik nam de weddenschap aan om 's nachts te gaan duiken naar parels. Hij werd echter gedood door een zeemonster. Margot werd zo uitzinnig van woede over het verlies van haar zoon dat ze een bezwering (die ze in het bewuste boek had gevonden) over Henrik uitsprak. Haar voorspelling kwam uit waardoor Henrik iedere keer als iemand hem probeerde aan te kijken onzichtbaar werd. Iedere nacht bij volle maan zou het bootje van haar zoon zichtbaar worden en diens hulpkreten over de golven galmen.
Dag en Heidi zijn op het einde van Margits verhaal naar het kasteel gelopen in een poging om de betovering van Henrik te doorbreken. Ze roepen op Henrik. Als Dag uit het raam valt en dreigt een doodsmak te maken, wordt hij echter door de onzichtbare Henrik opgevangen. Door het stellen van deze goede daad wordt Henrik weer zichtbaar en is de betovering verbroken. Margit en Henrik slaan de handen in elkaar om het eiland weer bewoonbaar te maken.